# دومرشتورف
دومرشتورف (به آلمانی: Dummerstorf) یک شهر در آلمان است که در Rostock District واقع شده‌است. دومرشتورف ۷٬۳۳۳ نفر جمعیت دارد.